# 20696 Torresduarte
20696 Torresduarte è un asteroide della fascia principale. Scoperto nel 1999, presenta un'orbita caratterizzata da un semiasse maggiore pari a 3,1572923 UA e da un'eccentricità di 0,1042709, inclinata di 0,97221° rispetto all'eclittica.